# Christian Georg Evers
Christian Georg Evers (* 1776 in Schwerin; † 2. Januar 1845 in Hamburg) war ein deutscher Archivar und Numismatiker im Herzogtum Mecklenburg-Schwerin.

## Leben
Der Sohn von Carl Friedrich Evers wurde 1799 Archivsekretär am Herzoglichen Geheimen und Hauptarchiv Schwerin. 1803 übernahm er die Leitung des Münzkabinetts. Von 1815 bis 1834 war er Archivrat und Vorstand des Geheimen und Hauptarchivs Schwerin. Sein Nachfolger wurde Georg Christian Friedrich Lisch. 1835 war er Gründungsmitglied des Vereins für mecklenburgische Geschichte und Altertumskunde.

## Werke
- Genealogisch-historische Darstellung der Abstammung des verstorbenen Erb-Land-Marschalls Cord Jaspar Ferdinand von Moltzan auf Grubenhagen, Rothenmohr, Ulrichshausen und Moltzow c. P., und der jetztlebenden Gräflichen, Freyherrlichen und Adlichen Maltzane und Moltzane, als Prätendenten zu den von Moltzan-Grubenhäger Lehnen ... : nebst dreizehn Geschlechts-Tafeln ... Hoepfner, Neubrandenburg 1841 nbn-resolving.org.